# Музей современного искусства (Зиген)
Музей современного искусства в Зигене (нем. Museum für Gegenwartskunst Siegen) — художественный музей в городе Зиген (земля Северный Рейн-Вестфалия), открытый в мае 2001 года на основе коллекции Ламбрехта-Шадеберга, состоящей из 200 произведений лауреатов «приза Рубенса от города Зиген» (Rubenspreis der Stadt Siegen); к ней было присоединено собрание с акцентом на фотографических работах, в котором особое внимание уделялось творческому наследию немецких фотографов Бернда Бехера (который родился в городе) и его жены Хиллы Бехер. Музей регулярно проводит временные выставки по актуальным темам современного международного искусства.

## История и описание

### Здание
Создание помещений для музея проходило в период с 1998 по 2000 год. Для архитектора Йозефа Пауля Кляйхуса (1933—2004) реконструкция и перестройка здания для музея современного искусства в Зигене стали девятым реализованным проектом музейного здания (включая Deichtorhallen в Гамбурге). В Зигене он объединил старое здание, построенное в 1894 году в качестве телеграфной станции, с новым зданием — кроме того бывший телеграф был расширен за счет здания, входившего ранее в ансамбль двора Нижнего замка (Unteres Schloss). Перед новым зданием была также возведена отдельно стоящая бетонная стена, на которой был установлен широкий видеоэкран. Само открытие музея состоялось в мае 2001 года. Проект также предусматривал интеграцию в здание семейного гастрономического ресторана, которым стал «Brasserie Ristorante e Piazza», рассчитанный на 90 гостей и предлагающий блюда средиземноморской кухни (шеф-повар Мауро Фацио); большой сад музея и ресторана открывает вид на барочный замок.

### Коллекция
В художественном музее Зигена представлено современное искусство, начиная с 1950-х и 1960-х годов и до работ ныне живущих авторов; одним из центральных направлений деятельности галереи является представление фотографических работ Бернда и Хиллы Бехер, включая их серию о фахверковых домах в местной промышленной зоне «Fachwerkhäuser des Siegener Industriegebietes». Поскольку Бернд Бехер родился в Зигене и вырос здесь, музей пытается уловить «региональный акцент» в его художественной деятельности — кроме того, галерея стремиться стимулировать молодых региональных авторов посредством своей коллекционной и выставочной деятельности. С 2001 по 2004 год куратор Барбара Энгельбах возглавляла новый музей; до марта 2019 года искусствовед Ева Шмидт являлась художественным руководителем галереи; 1 апреля 2019 года данный пост занял Томас Тиль, бывший глава художественного объединения «Bielefeld Kunstverein».
Коллекция «Sammlung Lambrecht-Schadeberg», хранящаяся в музее, в своей концепции специализируется на авторах, ставших лауреатами премии Рубенса от города Зиген (Rubenspreis der Stadt Siegen): в настоящее время в коллекции насчитывается более 200 произведений всех художников, получавших данный приз. Среди работ есть произведения Ханса Хартунга (приз за 1958 год), Фрэнсиса Бэкона (1967), Марии Лассниг (2002), Бриджит Райли (2012); целыми серия представлены произведения Сая Туомбли (1987) и Люсьена Фрейда (1997), которые постоянно выставляются в Зигене. Произведения Петера Пиллера, Дианго Эрнандеса и Ваджико Чачхиани также присутствуют в собрании.
После «торжественной» выставки-открытия, которая продолжалась в течение целого года, с 2003 года в музее ежегодно демонстрируют три-четыре крупные временных выставки. С 2006 года обычной практикой стала одна тематическая выставка и две-три персональные выставки молодых или уже известных современных художников. Кроме того, небольшие специализированные выставки представляют публике новые приобретения для коллекции Lambrecht-Schadeberg. Особым моментом выставочной программы становятся выставки новых лауреатов премии Рубенса — награждения которой проводятся раз в пять лет.

### Приз имени Рубенса от города Зиген
Премия Рубенса от города Зигена была основана в 1955 году; она присуждается каждые пять лет художнику или графику, который «проявил себя в европейском искусстве благодаря новаторской творческой жизни». Премия посвящена памяти художника Питера Пауля Рубенса, родившегося в Зигене. Премия имеет и денежный приз в 25 000 евро; её присуждение связано с проведение масштабной выставки автора и изданием каталога. 2 июля 2017 года швейцарский художник-концептуалист Ниле Торони был удостоен звания тринадцатого лауреата.
С 1980 года помимо основной награды вручается и отдельная поощрительная премия (Rubensförderpreis der Stadt Siegen), направленная на продвижения молодых художников. Она присуждается аналогично, каждые пять лет, и включает в себя денежный приз в 5000 евро; выставка и каталог также предусмотрены как часть награды. В состав жюри входят искусствоведы, музейные работники, преподаватели и художники: каждый член жюри имеет возможность предложить до трех кандидатов. Лена Хенке была признана восьмым лауреатом в 2019 году.

## Награды
- 2011: «Музей года» — Германское отделение, Международная ассоциация искусствоведов (AICA)[1].